# Wahlen zum Repräsentantenhaus der Vereinigten Staaten 1998
Die Wahlen zum Repräsentantenhaus der Vereinigten Staaten fanden am 3. November 1998 in der Mitte der zweiten Amtsperiode von Präsident Bill Clinton statt (midterm election). Gleichzeitig fanden die Wahlen zum Senat statt, bei denen ein Drittel der Senatoren gewählt wurde. Für die Republikanische Partei war das Ergebnis enttäuschend, da sie nicht den erwarteten Gewinn an Sitzen brachte. Die Republikaner verloren sogar fünf Sitze an die Demokraten, konnten jedoch knapp ihre Mehrheit im Repräsentantenhaus behaupten. In der Vergangenheit waren solche midterm elections insbesondere in der zweiten Amtsperiode eines Präsidenten meist zu Ungunsten der regierenden Partei ausgefallen. Seit 1934 war dies die ersten Wahlen, bei denen eine nicht-regierende Partei in einer midterm election keine Mandate hinzugewinnen konnte. Für das für die Republikaner enttäuschende Wahlergebnis wurde vor allem die polarisierende Politik von Newt Gingrich, dem Sprecher des Repräsentantenhauses, verantwortlich gemacht, der in der Folge von seinem Amt zurücktreten musste.
Der Wahlkampf war von der Lewinsky-Affäre und Diskussionen um ein mögliches Impeachment gegen Clinton geprägt gewesen. Jedoch zeigte sich schon in Umfragen, dass die Popularität von Clinton trotz der Affäre weiterhin hoch war und dass die meisten Wähler ein Impeachment des Präsidenten ablehnten. Die scharfen Attacken republikanischer Hardliner gegen Clinton bewirkten vermutlich bei manchen Wählern wohl eher eine Solidarisierung mit dem Präsidenten und seiner Partei.

## Die Wahlergebnisse
| Parteien                                          | Parteien           | Sitze | Sitze | Sitze | Sitze   | Stimmen    | Stimmen | Stimmen  |
| ------------------------------------------------- | ------------------ | ----- | ----- | ----- | ------- | ---------- | ------- | -------- |
| Parteien                                          | Parteien           | 1996  | 1998  | +/−   | Stärke  | Stimmen    | %       | Änderung |
|                                                   | Republikaner       | 228   | 223   | −5    | 51,2 %  | 31.983.612 | 48,0 %  | +0,2 %   |
|                                                   | Demokraten         | 206   | 211   | +5    | 48,5 %  | 31.391.834 | 47,1 %  | −1,0 %   |
|                                                   | Unabhängige        | 1     | 1     | ±0    | 0,2 %   | 372.072    | 0,6 %   | 0,0 %    |
|                                                   | Libertarian Party  | –     | –     | –     | –       | 880.024    | 1,3 %   | +0,6 %   |
|                                                   | Reform Party       | –     | –     | –     | –       | 239.173    | 0,4 %   | +0,2 %   |
|                                                   | Natural Law Party  | –     | –     | –     | –       | 195.015    | 0,3 %   | −0,2 %   |
|                                                   | Independence Party | –     | –     | –     | –       | 78.042     | 0,1 %   | 0,0 %    |
|                                                   | Green Party        | –     | –     | –     | –       | 70.932     | 0,1 %   | +0,1 %   |
|                                                   | Andere Parteien    | –     | –     | –     | –       | 1.294.098  | 2,1 %   | +1,0 %   |
| Gesamt                                            | Gesamt             | 435   | 435   | 0     | 100,0 % | 66.604.802 | 100,0 % | –        |
| Quelle: Election Statistics - Office of the Clerk |                    |       |       |       |         |            |         |          |